# Stuttering Foundation of America
La Stuttering Foundation of America (Fondation pour le bégaiement en français) est une association caritative travaillant à la prévention et à l'amélioration des traitements contre le bégaiement. Elle fournit des ressources en ligne gratuites, des services et un soutien aux personnes qui bégaient et à leurs familles, ainsi qu'un soutien à la recherche sur les causes du bégaiement. Organisation à but non lucratif (501(c)(3)), la Stuttering Foundation est créée par Malcolm Fraser en 1947 à Memphis, dans le Tennessee. La Stuttering Foundation propose une ligne d'assistance téléphonique gratuite, des ressources imprimées et en ligne gratuites, notamment des livres, des brochures, des vidéos, des affiches, des services d'orientation, un soutien et des informations pour les personnes qui bégaient et leurs familles, ainsi que des recherches sur les causes du bégaiement.